# Луиза Асланян
Луиза Асланян (на арменски: Լուիզա Ասլանեան) е френско-арменска поетеса, деятелка на комунистическото движение и антифашистка активистка, писателка, романистка и видна фигура във френската съпротива.

## Биография

### Детство и образование
Родена е на 5 май 1904 г. в Тебриз, Иран, в арменското семейство на Срапион Григорян и Мария (по баща Шахбазян). Завършва основно училище в Тебриз и след това продължава обучението си в руска гимназия в Тифлис. Проявява своята литературна дарба в училище, като пише лирически стихотворения, прави литературни преводи от руски и френски. Асланян започва да свири на пиано от ранна възраст. След завръщането си в Тебриз, през 1923 г. тя се омъжва за адвоката Арпиар Асланян.

### Живот във Франция
През 1923 г. двойката се мести в Париж, вземайки със себе си Мания и Аршалуйс (съответно майката и сестрата на Луиза). В Париж Асланян искала да продължи музикалното си образование със свирене на пиано, но поради липса на пари трябва да се откаже от мечтата си. Вместо това тя отива във факултета по литература в Сорбоната. В Париж тя участва активно в работата на арменско-френското писателско дружество, работи във вестници, придобива познанства в литературните среди и използва псевдонима „ЛАС“.
В средата на двадесетте години тя публикува няколко разказа във френско-арменската преса: „Колекция от монети“, „Продавач на желязо вино“, „Блатото“ и др. През 1928 г. издава сборника с разкази „Хан“.
През 1935 г. излиза сборникът ѝ с разкази „Отвъд границата“, в два тома.
През 1936 г. Асланян се присъединява към Френската комунистическа партия и започва да си сътрудничи с арменския вестник „Манукян“ . Работила е и във вестник „Нов живот“. През същата година тя публикува романа си „Пътят на съмнението“ в два тома (издаден също след смъртта на Асланян през 1959 г. в Ереван).
През 1937 г. тя става председател на Комитета за помощ на Армения, както и председател на Съюза на арменските жени в Париж. Асланян е член на Съюза на арменските писатели Франция.

### Френска съпротива
След като нацистите окупират Франция, тя се присъединява към френската съпротива през 1940 г. Тя открива женската дивизия на френската съпротива и отговаря за арменската съпротива в Северна Франция. Асланян има връзки с други активисти на Съпротивата: Мисак Манучиян, Мелине Манучиян, Арпен Тавитян, Айк Дпирян, Шаг Татурян и други. Във френската съпротива Асланян е наричан „Мадлен“. По време на Съпротивата тя преподава математика и шах на младия Шарл Азнавур.

### Арест, концентрационен лагер, смърт
На 26 юли 1944 г. е арестувана във Франция от нацистите. Арестът е извършен пред семейството и съседите в резиденцията им. Отведена е в затвора „Фреснес“. Дневниците и ръкописите ѝ са отнети и унищожени.
На 15 август 1944 г. е отведена от Тулуза в Бухенвалд. По-късно Луиза е откарана в Равенсбрюк, вероятно на 1 септември 1944 г. Присвоен ѝ е лагерен номер 57440. На 4 септември 1944 г. Луиза е преместена на работа във фабричния лагер в околностите на Лайпциг, сателитен лагер към Бухенвалд. Там тя е регистрирана под номер 4460. Има архивни сведения относно присъствието на Асланян в лагера Stalag IV-E.
Докато е в концентрационните лагери, Асланян пише стихотворението „Горцаранум“ („Растението“) и недовършеното стихотворение „Мала“ (съкращение от 4 имена на скъпи за нея: „М“ – мама Мания; „А“ – сестра Аршалуйс; „Л“ – тя, Луиз; „A“ – съпруг, Арпиар). Стихотворението е запазено благодарение на нейни приятели: Никол Риц и Лиз Лондон.
На 27 януари 1945 г. Луиза е върната в „Равенсбрюк“, където умира 3 дни по-късно при неизвестни обстоятелства. На 15 февруари 1945 г. съпругът ѝ Арпиар е убит в лагера „Дора-Мителбау“.

## Произведения

### Романи
- „Пътят на съмнението“ (1936)[2]

### Приказки
- „Колекция от монети“ (1920)
- „Продавачът на желязно вино“ (1920)
- „блатото“ (1920-те)

### Сборници
- „Хан“ (1928)
- „Отвъд границата“ (1935)[1]

### Стихове
- „Във фабриката“ (1944 – 1945)
- „Мала“ (1944 – 1945)

### Исторически произведения
- „Историята на съпротивата“ (през 1940-те) – Счита се, че ръкописът е унищожен от Гестапо през 1944 – 1945 г.
- „Падането на Париж“ (през 1940-те) – Счита се, че ръкописът е унищожен от Гестапо през 1944 – 1945 г.